# Псари-Польські
Псари-Польські (пол. Psary Polskie, нім. Feldkamp) — село в Польщі, у гміні Вжесня Вжесінського повіту Великопольського воєводства.
Населення — 945 осіб (2011).
У 1975-1998 роках село належало до Познанського воєводства.

## Демографія
Демографічна структура станом на 31 березня 2011 року:
|          | Загалом | Допрацездатний вік | Працездатний вік | Постпрацездатний вік |
| -------- | ------- | ------------------ | ---------------- | -------------------- |
| Чоловіки | 446     | 95                 | 302              | 49                   |
| Жінки    | 499     | 123                | 272              | 104                  |
| Разом    | 945     | 218                | 574              | 153                  |